# (20470) 1999 NZ5
A (20470) 1999 NZ5 a Naprendszer kisbolygóövében található aszteroida. A LINEAR projekt keretében fedezték fel 1999. július 13-án.